# 엘리엇 리
엘리엇 로버트 리(Elliot Robert Lee, 1994년 12월 16일 ~ )는 잉글랜드의 축구 선수이다. 현재 렉섬 AFC에서 활약하고 있다.